# Botnhamn
Botnhamn är en by och fiskeläge i Senja kommun i Troms fylke i norra Norge. Byn ligger där fylkesväg 862 möter fylkesväg 7882, på den nordöstra delen av ön Senja. Den har färjeförbindelse med byn Brensholmen på ön Kvaløya.
Tidigare har byn tillhört dåvarande Hillesøy kommun, därefter dåvarande Lenviks kommun.